# Леонид (военачальник диадохов)
Леонид (др.-греч. Λεωνίδας) — военачальник Александра Македонского, Антигона Одноглазого и Птолемея.
Сведения о жизни Леонида отрывочны, предполагают возможность того, что речь идёт о разных персонажах. Впервые его упомянул Квинт Курций Руф при описании казни Пармениона. Александр выделил воинов, которые оплакивали смерть знаменитого военачальника, в отдельный отряд, во главе которого поставил Леонида. Впоследствии Леонид мог участвовать в войнах диадохов на стороне Антигона и Птолемея.

## Биография
Леонид, предположительно, был македонянином. Квинт Курций Руф писал, что после казни Пармениона Александр Македонский отделил от основного войска тех, кто оплакивал смерть военачальника; во главе этого отряда он поставил Леонида, «некогда связанного с Парменионом близкой дружбой». Также в этот отряд вошли воины, которые в письмах жаловались на Александра. В знак позора их лагерь поставили отдельно от основного войска. Квинт Курций Руф утверждал, что впоследствии эти воины показали себя особенно мужественными, поскольку стремились храбростью смыть свой позор. Также об отделении от основного войска тех, кто нелестно отзывался об Александре, без упоминания имени Леонида, писали Юстин и Диодор Сицилийский.
Следующее упоминание Леонида связано с событиями 320/319 года до н. э. Согласно Полиэну, от Антигона во время зимовки в Каппадокии дезертировали три тысячи гоплитов. Военачальник не мог допустить, чтобы они присоединились к его врагам под командованием Алкеты. Тогда он отправил к ним одного из своих военачальников, Леонида, который якобы присоединился к мятежу. Дезертиры радостно приняли Леонида в свои ряды и избрали стратегом. Леонид убедил воинов не присоединяться к кому-либо из военачальников; после этого Антигон напал на мятежников и при содействии Леонида захватил Голкия и других предводителей мятежа. Затем Антигон поручил Леониду препроводить дезертиров на родину в Македонию.
При описании событий 310 года до н. э. Диодор Сицилийский упоминает военачальника Птолемея Леонида, который в ходе Третьей войны диадохов покорил подконтрольные Антигону города в горной Киликии. Против Леонида Антигон отправил войско во главе со своим сыном Деметрием Полиоркетом, который смог изгнать войско Птолемея из Малой Азии.
Вновь Леонида, который в тексте назван Клеонидом, упоминает Плутарх при описании событий 308 или 307 года до н. э. В это время Леонид командовал гарнизонами войск Птолемея в Коринфе и Сикионе. Деметрий перед отплытием из Греции на Кипр пытался подкупить Леонида, чтобы тот сдал города, однако получил отказ.
Также сохранилась надпись в Дельфах о том, что Леонид сделал дар храму Аполлона.

## Проблемы идентификации
В энциклопедии классической древности Паули-Виссова представлено три заметки: о Леониде-военачальнике «бунтовщиков» против Александра Македонского, Леониде-военачальнике Антигона и Леониде-военачальнике Птолемея.
Г. Берве отождествил Леонида-военачальника отряда «бунтовщиков» с Леонидом-военачальником Антигона и Птолемея. Р. Биллоуз посчитал данный вывод возможным. Также он отметил «бурную карьеру» Леонида, который в течение жизни командовал войсками под началом трёх выдающихся военачальников. В. Хеккель признавал вероятным отождествление Леонида-военачальника «бунтовщиков» и Леонида-военачальника Антигона. Одновременно он подчёркивал, что «близкий друг» Пармениона (родился около 400 года до н. э.) был бы весьма стар, чтобы руководить гарнизонами Коринфа и Сикиона в 307 году до н. э. Также историк отметил, что переход военачальников от одного диадоха к другому не был экстраординарным событием в описываемый период истории.

### Исследования
- Дройзен И. Г. История эллинизма. — Ростов-на-Дону: Феникс, 1995. — Т. 2. — 544 с. — ISBN 5-85880-079-3.
- Шофман А. С. Распад империи Александра Македонского / Печатается по постановлению редакционно-издательского совета Казанского университета. Отв. редактор В. Д. Жигунин. — Казань: Издательство Казанского университета, 1984.
- Berve H. 470. Λεωνίδας // Das Alexanderreich auf prosopographischer Grundlage (нем.). — München: C. H. Beck`sche Verlagsbuchhandlung, 1926. — Vol. 2. — P. 236.
- Billows R. Antigonos the One-eyed and the Creation of the Hellenistic State (англ.). — Berkeley; Los Angeles; London: University of California Press, 1997. — XIX, 515 p. — (Hellenistic Culture and Society, vol. 4). — ISBN 0-520-06378-3. — doi:10.1525/9780520919044.
- Heckel W. Who's Who in the Age of Alexander and his Successors. From Chaironea to Ipsos (338—301 BC) (англ.). — Barnsley: Greenhill Books, 2021. — 554 p. — ISBN 978-1-78438-648-1.
- Staehelin F.[нем.]. Leonidas 4 :  [нем.] / Georg Wissowa // Paulys Realencyclopädie der classischen Altertumswissenschaft. — Stuttgart : J. B. Metzler’sche Verlagsbuchhandlung, 1925a. — Bd. XII, 2. — Kol. 2019.
- Staehelin F.[нем.]. Leonidas 5 :  [нем.] / Georg Wissowa // Paulys Realencyclopädie der classischen Altertumswissenschaft. — Stuttgart : J. B. Metzler’sche Verlagsbuchhandlung, 1925b. — Bd. XII, 2. — Kol. 2019.

- Staehelin F.[нем.]. Leonidas 6 :  [нем.] / Georg Wissowa // Paulys Realencyclopädie der classischen Altertumswissenschaft. — Stuttgart : J. B. Metzler’sche Verlagsbuchhandlung, 1925c. — Bd. XII, 2. — Kol. 2019—2020.